# Габелок, Артём Юрьевич
Артём Ю́рьевич Габело́к (укр. Артем Юрійович Габелок; 2 января 1995, Днепропетровск) — украинский футболист, полузащитник одесского «Черноморца».

## Биография
Начинал заниматься футболом в родном городе в спортивных школах «ИСТА» и «Юбилейный». В 2009 году перешёл в академию донецкого «Шахтёра». С 2012 года стал привлекаться к матчам дублирующего состава, всего в первенстве дублёров сыграл не менее 73 матчей и забил не менее 5 голов. В сезоне 2014/15 также выступал за «Шахтёр-3» во второй лиге, провёл 16 матчей и забил один гол.
В 2017 году перешёл в юрмальский «Спартак», с этим клубом стал чемпионом Латвии, сыграл за сезон в 20 матчах и забил два гола. Также выходил на поле в матчах Лиги чемпионов.
Пропустив полсезона, летом 2018 года перешёл в полтавскую «Ворсклу». Дебютный матч в высшей лиге Украины сыграл 25 июля 2018 года против киевского «Динамо», заменив на 82-й минуте Дмитрия Кравченко. Первый гол в составе «Ворсклы» забил 23 апреля 2019 года в ворота «Десны». В составе полтавского клуба принимал участие в матчах Лиги Европы.
Осенью 2020 года выступал в высшей лиге Армении за «Пюник», затем вернулся на родину.
Выступал за юношескую и молодёжную сборную Украины. Участник финального турнира молодёжного чемпионата мира 2015 года, где сыграл три неполных матча, а в проигранном матче 1/8 финала против Сенегала единственным из украинцев реализовал послематчевый пенальти.

## Достижения
«Спартак» (Юрмала)
- Чемпион Латвии: 2017

«Металлист 1925»
- Бронзовый призёр Первой лиги Украины: 2020/21